# Fantazjada
Fantazjada – terenowa gra fabularna (LARP terenowy) organizowana od 1994 w takich miejscowościach jak: Srebrna Góra, Świny oraz Grodziec. Organizatorem Fantazjady w latach 2011-2020 było Stowarzyszenie Fantazjada z Wrocławia. Od roku 2023 organizację imprezy przejęło Stowarzyszenie Pasjonatów Gier Fabularnych Silesian Games

## Edycje
Początkowe edycje Fantazjady angażowały od 30 do 110 uczestników. W 2009 było już 226 uczestników, w 2010 zjawiły się aż 344 osoby, a w 2011 ponad 400. Do 2016 roku gra odbywała się w Srebrnej Górze, będąc jednym z największych larpów w Polsce.
Ostatnia odsłona Fantazjady organizowana przez Stowarzyszenie Fantazjada, odbyła się w 2018 roku w Grodzie w Byczynie pod hasłem Fantazjada: Stadtrecht i była skupiała się na odgrywaniu społeczności jednego z miasteczek Znanego Świata. W 2020 roku miała odbyć się kolejna odsłona, będąca kontynuacją Stadtrecht, jednak została odwołana. 
Edycja 2024 to pierwsza odsłona pod skrzydłami nowego organizatora tj. Stowarzyszenia Silesian Games. Odbędzie się w Wiosce Fantasy pod Przemyślem. 

## Fabuła
Fabuła Fantazjady toczy się w Znanym Świecie, realiach fantasy stworzonych specjalnie na potrzeby gry. Realia łączą w sobie klasyczne elementy fantasy, czyli: elfy, krasnoludy, orkowie i ludzie. Sceneria przypomina średniowiecze.

## Promocja
W latach 2011–2020 kolejne edycje Fantazjady zapowiadał co roku zwiastun filmowy, tzw. trailer, a po grze publikowana była filmowa relacja z jej przebiegu. Obecnie promocja jest prowadzona przede wszystkim za pomocą portali społecznościowych Facebook i Instagram.